# Адольф Патек
Адольф Патек (нім. Adolf Patek; 4 квітня 1990, Відень — 9 вересня 1982) — австрійський футболіст і тренер.

## Біографія
Футбольну кар'єру розпочав у 1916 році в клубі «Вінер Шпорт-Клуб». У 1919 році став фіналістом Кубка Австрії, але у фіналі програв клубу «Рапід» (3:0). У 1921 році приєднався до клубу ДФК Прага, де провів чотири сезони, перш ніж приєднатися до празької «Спарти». Разом із празьким клубом був переможцем Кубка Мітропи 1927.

### Тренерська кар'єра
Після закінчення Другої світової війни Патек розпочав тренерську діяльність в Австрійському футбольному союзі. Національну команду очолював Едуард Бауер, а Патек відповідав за молодіжну збірну. В сезоні 1946/47 очолив клуб «Берн». В 1949 році «Берн» став другим у Челендж-лізі, другій за рангом у Швейцарії.
З вересня 1949 по травень 1953, керував збірною Люксембурга. Керував командою на Олімпійських іграх 1952 року, де його збірна в першому раунді поступилась Бразилії (1:2).
У сезоні 1953/1954 став головним тренером «Карлсруе» і працював до 1956 року. Клуб виступав в Оберлізі Південь, а в останньому сезоні Патека — у чемпіонаті Південної Німеччини. В 1955 році виграв Кубок Німеччини завдяки перемозі у фіналі з рахунком 3:2 над «Шальке 04» В наступному році брав участь у плей-аф чемпіонату Німеччини. «Карлсруе» виграв групу, в якій грали з «Шальке 04», «Кайзерслаутерн» і «Ганновер-96». У фінал 24 червня 1956 року на Берлінському Олімпійському стадіоні клуб Патека поступився з рахунком 2:4 дортмундській «Борусії».
У 1956 році був призначений головним тренером «Айнтрахта». Виграв з командою в 1957 році так званий Flutlichtpokal, кубковий турнір, який фактично був альтернативою Кубка Німеччини, але не прижився і був розформований після двох розіграшів. З 1958 по 1961 був головним тренером «Баварії». Потім повернувся до Швейцарії, де недовго тренував «Янг Феллоуз Ювентус», а потім очолив віленський «Вінер-Нойштадт», з яким в 1963 році завоював Кубок Австрії.

## Статистика виступів

### Статистика виступів у чемпіонаті
| Сезон                            | Матчі | Голи | Клуб             |
| -------------------------------- | ----- | ---- | ---------------- |
| Чемпіонат Австрії 1915/16        | 8     | 1    | Вінер Шпорт-Клуб |
| Чемпіонат Австрії 1916/17        | 18    | 6    | Вінер Шпорт-Клуб |
| Чемпіонат Австрії 1917/18        | 8     | 1    | Вінер Шпорт-Клуб |
| Чемпіонат Австрії 1918/19        | 16    | 3    | Вінер Шпорт-Клуб |
| Чемпіонат Чехословаччини 1925    | 9     | 7    | ДФК Прага        |
| Чемпіонат Чехословаччини 1927/28 | -     | 7    | Спарта Прага     |
| Чемпіонат Чехословаччини 1928/29 | -     | 7    | Спарта Прага     |
| Чемпіонат Чехословаччини 1929/30 | -     | 0    | Спарта Прага     |
| Чемпіонат Чехословаччини 1930/31 | 1     | 0    | Спарта Прага     |
| Чемпіонат Чехословаччини 1934/35 | -     | 2    | ДФК Прага        |
| Чемпіонат Чехословаччини 1935/36 | -     | 0    | ДФК Прага        |
| Всього в чехословацікій лізі     | -     | 23   |                  |

## Досягнення

### Як гравця
«Спарта»
- Кубок Мітропи (1): 1927

### Як тренера
- Кубок Німеччини (1): 1955[14]
- Фіналіст чемпіонату Німеччини (1): 1956

«Айнтрахт»
- Flutlichtpokal (1): 1957

«Вінер-Нойштадт»
- Кубок Австрії (1): 1963